# 伊利沙伯北
伊利沙伯北（英語：Elizabeth North）是澳洲南澳州阿德萊德的一個北部市区，位於卑利霍市地方政府行政區內。該區東接Main North Road，西接Gawler line，北接伊利沙伯市區，南接士美菲路市區。區內設有Womma及Broadmeadows火車站。
該市區設建於20世紀50年代末，作為規劃中伊利沙伯市的住宅區，鄰接伊利沙伯及伊利沙伯南兩市區。該區被配置為圍繞小型購物中心的地區，購物中心內有超市、銀行、酒店、油站及其他店鋪。